# Seznam avstrijskih ekonomistov
Seznam avstrijskih ekonomistov.

## B
- Eugen Böhm-Bawerk
- Alexander Van der Bellen
- Taras Borodajkewycz?

## H
- Friedrich von Hayek (1899-1992)
- Rudolf Hilferding (1877-1941)

## K
- Heinz-Dieter Kurz

## L
- Lucien Laurat (pr.i. Otto Maschl)
- Käthe Leichter

## M
- Carl Menger
- Ludwig von Mises
- Oscar (Oskar) Morgenstern (avstrijsko-amer.)

## N
- Otto Neurath

## R
- Karl Renner (1870-1950)

## S
- Joseph Schumpeter
- Werner Sombart (1863-1941) (nemško-avstrijski)
- Othmar Spann

## W
- Friedrich von Wieser
- Franz Wirl